# Sela pri Zajčjem Vrhu
Sela pri Zajčjem Vrhu – wieś w Słowenii, w gminie miejskiej Novo mesto. W 2018 roku liczyła 61 mieszkańców. 